# Скорбеев, Фёдор Григорьевич
Фёдор Григорьевич Скорбеев (около 1750—1796) — офицер Российского императорского флота, участник русско-шведской войны 1788—1790 годов, Ревельского и Выборгского морских сражений, войны с Францией 1792—1797 годов. Георгиевский кавалер, капитан бригадирского ранга.

## Биография
12 мая 1762 года поступил в Морской корпус кадетом. 11 мая 1765 года произведён в гардемарины. В 1765—1767 годах ежегодно плавал в Балтийском море и сделал два перехода из Архангельска в Кронштадт. 1 мая 1768 года произведён в мичманы, 31 декабря 1772 года — в лейтенанты.
В 1777 году командовал пинком «Святой Евстафий», плавал между Кронштадтом и Ревелем. В 1778 году переведён из Балтийского флота в донскую флотилию. Командуя новоизобретённым кораблём «Модон» плавал в Азовском море и в Керченском проливе. 1 января 1779 года произведён в капитан-лейтенанты. Командуя тем-же кораблем и затем отрядом из корабля, шхуны и бота, плавал из Тамани к крымскому берегу, для перевозки сухопутных войск. Затем находился на тимберовке в Таганроге.
В 1780 году переведён из Таганрога в Кронштадт. На 66-пушечном линейном корабле «Ингерманландия», в составе эскадры «военного нейтралитета» под командованием контр-адмирала А. И. Круза, плавал от Кронштадта до Английского канала. 26 апреля 1781 года, во время происшедшего в военной гавани пожара на 32-пушечном фрегате «Святая Мария», будучи в карауле, «расторопностью и усердием содействовал тушению пожара», за что от кронштадтской конторы над портом удостоен похвалы с объявлением во все команды. В 1782 году назначен командиром 32-пушечного фрегата «Святой Александр Невский» при том-же порте. В 1783 году находился при проводке из Петербурга в Кронштадта 100-пушечного линейного корабля «Святой Иоанн Креститель», после чего был командирован в Архангельск. В 1784 году, командуя 44-пушечным фрегатом «Мстиславец», перешёл в составе эскадры под командованием контр-адмирала М. П. Фондезина из Архангельска в Кронштадт. 1 января 1785 года произведён в капитаны 2 ранга. В 1785—1786 годах командовал при Кронштадтском порте 66-пушечным линейным кораблём «Преслава». В 1787 году вновь командирован в Архангельск.

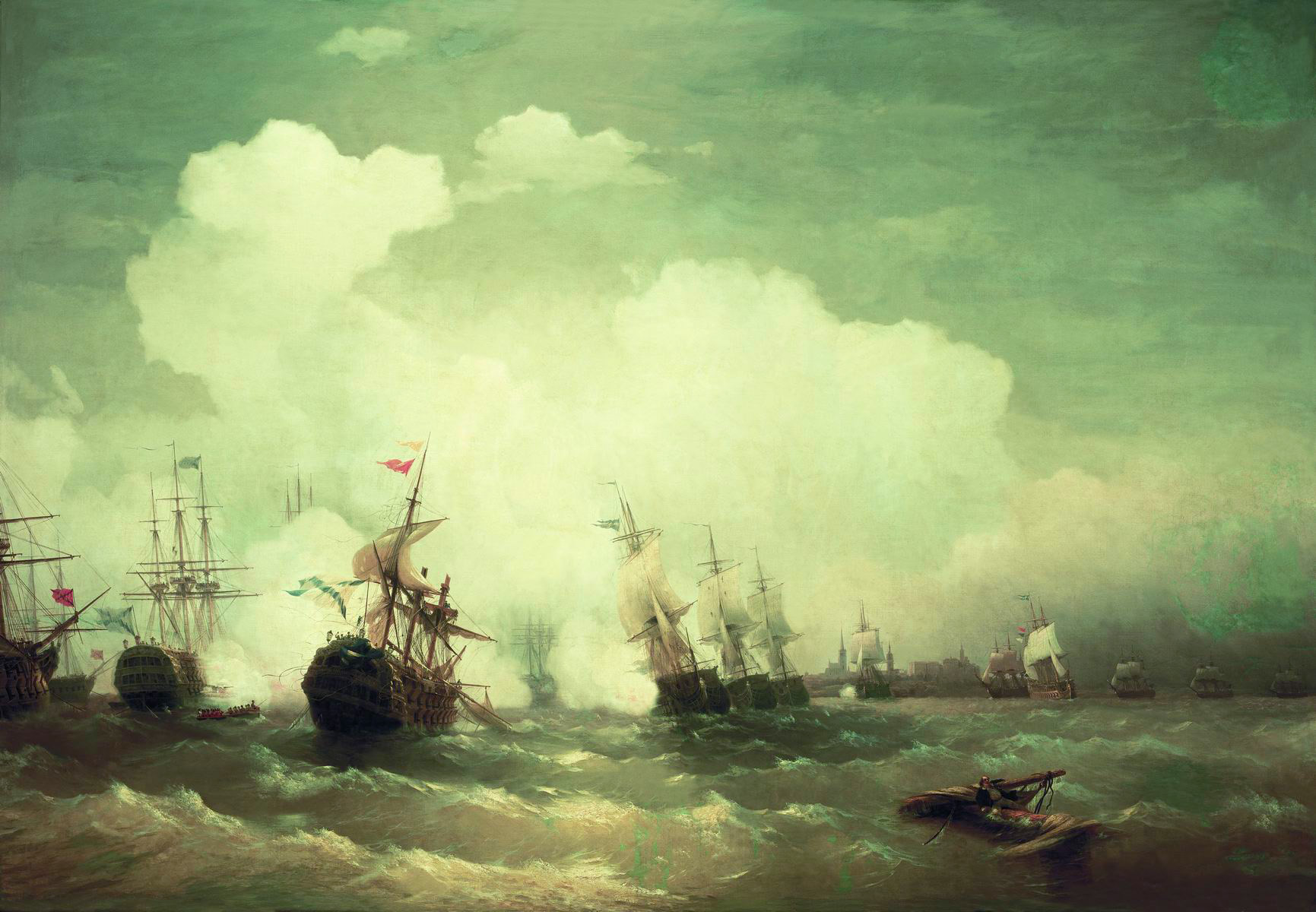
И. К. Айвазовский. Морское сражение при Ревеле (2 мая 1790).

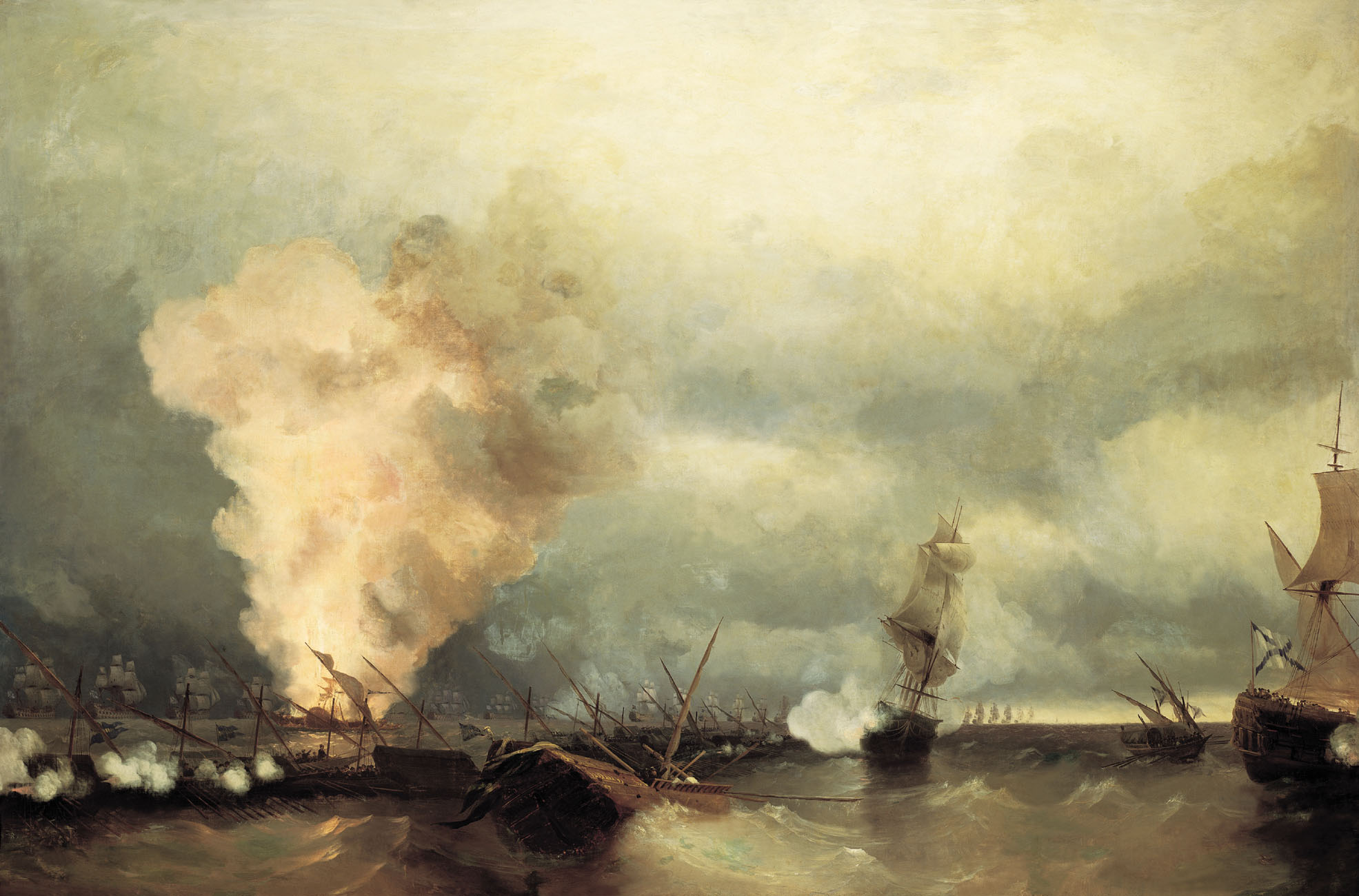
И. К. Айвазовский. Морское сражение при Выборге.

В 1788 году командуя 66-пушечным кораблем «Прохор», в составе эскадры контр-адмирала И. А. Повалишин, перешёл из Архангельска в Копенгаген. В сентябре-октябре 1788 года участвовал в блокаде Карлскруны.
Участник русско-шведской войны 1788—1790 годов. 14 апреля 1789 года произведён в капитаны 1 ранга. Командуя тем-же кораблём, в составе эскадры под командованием вице-адмирала Т. Г. Козлянинова, вышел из Копенгагена на соединение с флотом адмирала В. Я. Чичагова к острову Борнхольму, откуда был послан в крейсерство к Гангуту и Паркалауту, и потом перешел в Ревель. 2 мая 1790 года, командуя тем-же кораблем, участвовал в Ревельском сражении. Корабль стоял в шпринге в первой линии и сделал 1177 выстрелов, содействовал при взятии в плен неприятельского корабля «Принц Карл», за что награждён золотой шпагой «за храбрость». 22 июня участвовал в Выборгском сражении, взял в плен канонерскую лодку. 6 июля 1790 года награждён орденом Святого Георгия 4 класса 736 (383) за отличие.
В 1791—1792 годах, командуя тем-же кораблем, в составе эскадры контр-адмирала П. И. Лежнева плавал в Финском заливе и в Балтийском море. 9 февраля 1793 года произведён в капитаны бригадирского ранга. Участник войны с Францией 1792—1797 годов. В 1793 году назначен командиром 100-пушечного корабля «Евсевий». 30 июня в составе эскадры адмирала В. Я. Чичагова вышел из Ревеля к проливу Зунд. В июне-августе 1793 года находился у острова Мэн, блокируя пролив. В 1794—1796 годах командовал тем-же кораблем при кронштадтском порте и был командующим 1-й флотской дивизией.
Умер Фёдор Григорьевич Скорбеев в 1796 году.